# Комишанське кладовище
Комишанське кладовище — одне з найбільших кладовищ Херсона, на якому дотепер здійснюються поховання.
Складається з двох частин: Верхньої (1200 га) та Нижньої (200 га). Верхня частина також ділиться на Верхнє кладовище і Старе кладовище. Планові поховання на кладовищі не здійснюються, однак дотепер проводяться підзахоронення у наявні могили до померлих рідних. Поховання проводяться вручну, оскільки їхня щільність настільки висока, що застосування спеціальної техніки просто неможливе. Обслуговується комунальним підприємством Херсонської міської ради "Ритуальна служба".

## Верхнє кладовище
Верхнє кладовище знаходиться на північній стороні дороги Т1501 (Херсон-Білозерка) і є найбільшою частиною Комишанського цвинтаря (12 000 Га). Складається з 79 секторів різної площі. На так званому Старому кладовищі (складова Верхнього кладовища) існує 15 секторів. В західній частині 15-го сектора розміщена адміністрація.    
На Верхньому кладовищі розташовано два сектори почесних поховань: павий і лівий при вході через західні ворота Верхнього кладовища.

## Нижнє кладовище
Нижнє кладовище знаходиться на південній стороні дороги Т1501 (Херсон-Білозерка) і є меншою частиною Комишанського цвинтаря (200 Га). При вході до Старого кладовища розташована зупинка громадського транспорту. У його північній частині, навпроти вхідної брами, — каплиця мученика Віктора Російської Православної Церкви, збудована у 2013, а освячена у 2014 році.

## Історія
Виникло після Другої світової війни через відсутність площ для проведення поховань на Старому міському кладовищі. У 1960—1970-х роках на Комишанське кладовище було перенесено сотні поховань зі Старого міського кладовища. Як на Верхньому, так і на Нижньому кладовищі можна побачити старі надгробні пам'ятники, перенесені зі Старого міського кладовища. 
У 2014 р. міська влада планувала розширити площу кладовища на 49 га.

## Відомі люди, поховані на кладовищі
- Вайнштейн Едуард Борисович (1934 — 2016), букініст, краєзнавець, автор спогадів про Херсон періоду нацистської окупації.
- Заботін Всеволод Федорович (1917 — 1994), директор Херсонського суднобудівного заводу (1961—1986 рр.).[5]
- Зубрис Гаррі Іванович (1930 — 2019), історик медицини, публіцист, краєзнавець.
- Картава Іван Єлизарович (1893 — 1073), український медик, лікар-хірург. Рятував людей під час Голодомору в Україні 1932–1933 років.
- Ривкін Семен Миколайович (1930 — 2012), український джазмен, засновник джаз-бенду "Діксіленд".[6]
- Стадник Сергій Анатолійович (1980 — 2014), старший прапорщик МВС України, учасник російсько-української війни, кавалер ордену «За мужність» III ступеня (посмертно).

## Транспорт
Дістатися до кладовища з Херсона можливо громадським транспортом: 

Верхня частина Комишанського кладовища

План-схема старого Комишанського кладовища

- маршрут № 3: Комишани — Шуменський — Острів
- маршрут № 44: ХБК — Житлоселище — Комишани